# Regiunea Belgorod
Regiunea Belgorod (în rusă Белгоро́дская о́бласть, transliterat: Belgorodskaia oblast) este un subiect federal al Rusiei (o regiune (oblast)). Capitala sa este orașul Belgorod.  Conform rezultatelor recensământului din 2002, regiunea are o populație de 1.511.620 locuitori, în creștere față de cifrele înregistrate la recensământul sovietic din 1989 (1.380.723 locuitori). 

### Ora locală
Regiunea Belgorod este situată pe fusul orar al Moscovei (MSK/MSD).  Diferența față de UTC este de +0300 (MSK)/+0400 (MSD).

## Populația
| Naționalitate                                         | Mii locuitori conform recensământului din 2002(* Arhivat în 26 ianuarie 2012, la Wayback Machine.) | %    |
| ----------------------------------------------------- | -------------------------------------------------------------------------------------------------- | ---- |
| ruși                                                  | 1404,0                                                                                             | 92,8 |
| ucrainieni                                            | 57,8                                                                                               | 3,82 |
| armeni                                                | 7,8                                                                                                | 0,52 |
| beloruși                                              | 4,9                                                                                                | 3,24 |
| azeri                                                 | 4,5                                                                                                | 0,29 |
| turci                                                 | 4,0                                                                                                | 0,26 |
| tătari                                                | 3,4                                                                                                | 0,22 |
| germani                                               | 2,2                                                                                                | 0,15 |
| moldoveni (români)                                    | 2,0                                                                                                | 0,15 |
| țigani                                                | 1,8                                                                                                | 1,19 |
| georgieni                                             | 1,1                                                                                                | 0,07 |
| alte naționalități cu mai puțin de 1.000 de locuitori | |      |